# La Figuera (Bigues)
|  | Per a altres significats, vegeu «La Figuera (desambiguació)». |

La Figuera és una masia del poble de Bigues, en el terme municipal de Bigues i Riells, a la comarca catalana del Vallès Oriental.
Està situada a llevant del Rieral de Bigues, a l'esquerra del Tenes i a ponent de la urbanització de Can Barri. Queda a prop i al nord-oest de Can Coromines, a llevant de Can Valls i al sud-est de Can Pruna Vell.
La Figuera està catalogada com a Element d'interès municipal per l'ajuntament de Bigues i Riells.